# HK Spišská Nová Ves
Le HK Spišská Nová Ves est un club de hockey sur glace de Spišská Nová Ves en Slovaquie. Il évolue dans la 1.liga, le second échelon slovaque.

## Historique
Le club est créé en 1932.

## Palmarès
- Vainqueur de la 1.liga : 1996, 2002, 2009, 2021.
- Vainqueur de la 2.liga : 1986, 1987, 1989.